# Juan Ramón Jiménez

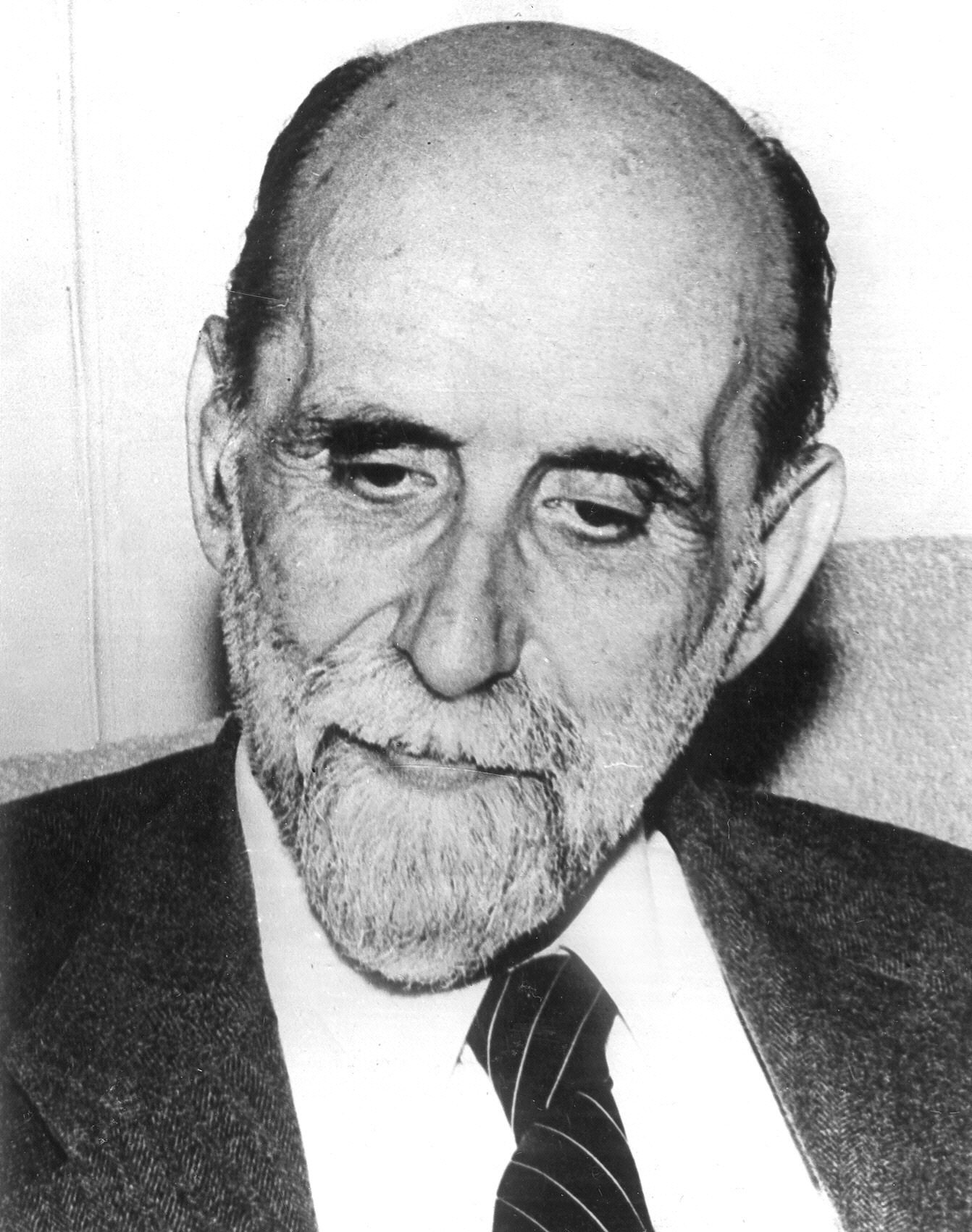
Juan Ramón Jiménez

Juan Ramón Jiménez Mantecón (Moguer, 24 december 1881 – San Juan (Puerto Rico), 29 mei 1958) was een Spaanse dichter en Nobelprijswinnaar. Een van zijn belangrijkste bijdragen aan de moderne poëzie was het concept "poesia pura," ofwel zuivere poëzie. Jiménez ontving de Nobelprijs voor Literatuur in 1956.

## Biografie
Jiménez werd geboren in Moguer, in de omgeving van Huelva in de regio Andalusië in het zuiden van Spanje. Op aandringen van zijn vader studeerde hij rechten aan de universiteit van Sevilla, maar wilde deze opleiding niet in praktijk brengen.
Jiménez publiceerde zijn eerste twee boeken in 1900. Later was hij daar zo beschaamd over dat hij op zoek ging naar exemplaren om ze te vernietigen. In datzelfde jaar overleed zijn vader. Dat raakte hem diep en resulteerde in een depressie. Jiménez werd opgenomen in een psychiatrische inrichting in Frankrijk. In 1910 werd hij overgebracht naar het Sanatorio de El Rosario in Madrid. Vlak daarna maakte hij verschillende reizen naar Frankrijk en de Verenigde Staten. Daar trad hij in 1916 in het huwelijk met Zenobia Camprubí, een gekend vertaalster van het werk van de Indiase schrijver Rabindranath Tagore. Zenobia werd zijn onmisbare metgezel en medewerker. Jimenez was rond de jaren 1907 literair bevriend met de schrijfster, feministe en politica María Lejárraga (pseudoniem Maria Martinez Sierra).
In de periode waarin hij beïnvloed werd door het werk van Rubén Darío schreef hij gedichten in vrije versvorm voor de bundels Pastorales (1911), Jardines lejanos (1905) en Elegías puras (1908). Na zijn huwelijk met de vertaalster Zenobia Camprubí Aymar schreef hij Diario de un poeta recién casado (1917, gepubliceerd in 1948; 'Dagboek van een onlangs gehuwd dichter'). Jimenez maakte hierin een begin met wat hij "la poesía desnuda" (naakte poëzie) noemde: poëzie, ontdaan van alle ornament, zonder rijm of regelmatig metrum.
Jimenez schreef niet alleen gedichten. Een van zijn bekendste prozawerken is Platero y yo (1914, Platero en ik).
Na het uitbreken van de Spaanse Burgeroorlog gingen Jimenez en Zenobia in ballingschap in Cuba, en in 1939 verhuisden ze naar de Verenigde Staten. Uiteindelijk vestigden ze zich in 1946 in Puerto Rico. In datzelfde jaar werd Jiménez 8 maanden opgenomen als gevolg van een nieuwe depressie.
In 1956 ontving hij de Nobelprijs voor literatuur. Drie dagen later stierf Zenobia aan borstkanker. Jiménez is dit verlies nooit meer te boven gekomen. Hij stierf twee jaar later, in hetzelfde ziekenhuis als Zenobia. Beiden zijn begraven in Spanje.

## Secundaire literatuur
- E. Díez-Canedo, Juan Ramón Jiménez en su obra (Mexico-Stad, 1944)
- R. Gullón, Conversaciones con Juan Ramón Jiménez (Madrid, 1958)
- J . Guerrero Ruiz, Juan Ramón de viva voz (Madrid, 1961)
- M. P. Predmore, La obra en prosa de Juan Ramón Jiménez (Madrid, 1966)
- M. A. Salgado, El arte polifacético de las caricaturas líricas juanramonianas (Madrid, 1968)
- Mª T. Font, «Espacio»: autobiografía lírica de Juan Ramón Jiménez (Madrid, 1973)
- G. Palau de Nemes, Vida y obra de Juan Ramón Jiménez (Madrid, 1976)
- A. Campoamor González, Vida y poesía de Juan Ramón Jiménez (Madrid, 1976)
- A. De Albornoz (ed.), Juan Ramón Jiménez (Madrid, 1981)
- A. Campoamor, Bibliografía general de Juan Ramón Jiménez (Madrid, 1982)
- F. J. Blasco, La Poética de Juan Ramón Jiménez. Desarrollo, contexto y sistema (Salamanca, 1982)
- M. Juliá, El universo de Juan Ramón Jiménez (Madrid, 1989)